# Ancienne chambre de commerce de Caen
L'ancienne chambre de commerce de Caen est un bâtiment construit dans les années 1950 pour abriter la chambre de commerce et d'industrie de Caen.
Le bâtiment fait l’objet d’une inscription au titre des monuments historiques depuis le 16 octobre 2003.

## Histoire
La chambre de commerce de Caen a été fondée par ordonnance royale du 23 mai 1821. L'installation officielle n'eut lieu que le 28 décembre 1826 dans l'hôtel d'Escoville. La chambre déménagea plusieurs fois avant de s'installer définitivement en 1918 dans l'hôtel particulier de la place Saint-Pierre. Ce dernier fut gravement endommagé pendant la Bataille de Caen en 1944. En novembre 1949, la chambre de commerce, prenant comme prétexte leur désaccord avec le projet de restauration de la façade de l'Hôtel d'Escoville, décida de s'installer dans un nouveau bâtiment dont la construction commença en 1953 à l'angle du boulevard Maréchal Leclerc et de la rue de Bernières (à l'emplacement de l'ancienne salle des ventes). L'ensemble est finalement inauguré le 14 juin 1956,.
En 2002, la CCI a déménagé pour de nouveaux locaux à Saint-Contest. Fin 2002-début 2003, Bouygues Immobilier a racheté les locaux afin d’y aménager commerces et bureaux. Alors qu'une procédure d'inscription était instruite par la Direction régionale des Affaires culturelles, le groupe fit détruire en février 2003 le grand escalier dont la valeur historique et artistique avait pourtant été reconnue par les architectes des bâtiments de France. Les façades et les toitures sur rue et sur cour, ainsi que la cage d'escalier et les grilles d'entrée rétractables ont été inscrits monument historique par arrêté du 16 octobre 2003. Finalement le projet commercial initial, intitulé Grand-Angle, a été officiellement abandonné faute de candidat ; en mars 2005, Bouygues Immobilier a décidé de revendre le bâtiment brut. 
Le bâtiment a été racheté par la SCI Laurent-Maric, rassemblement de commerçants, qui décida d’installer dans le bâtiment un hôtel de luxe quatre étoiles de 44 chambres et un restaurant d'un standing équivalent. Malgré l'autorisation de la Commission départementale d'équipement commercial obtenu en 2006, le projet est à nouveau abandonné. 
Après des travaux de rénovation et d'agrandissement (construction d'une terrasse parisienne), le bâtiment est finalement transformé en brasserie : la Normande en 2008-2009, le Taï Pan en 2011-2012, le Bureau à partir d'octobre 2012, le Bistropolitain à partir de 2017 et la Chambre de mars 2019 à juillet 2020. 
En octobre 2009, les bureaux du service de tutelle du tribunal d'instance de Caen et ceux de l’ancien tribunal de Falaise se sont installés au troisième étage du bâtiment sur la rue de Bernières et ceux du service de Bayeux le 1er janvier 2010. En 2010, une partie des locaux est affectée aux services du médiateur du ministère de l'économie, des finances et de l'industrie.

## Architecture
L'ancienne chambre de commerce est un immeuble emblématique de la Reconstruction de Caen. Souhaitant obtenir une homogénéité des volumes nouvellement bâtis, les immeubles reprennent des codes de l'architecture classique tout en apportant par les détails des éléments de modernité. L'ancienne chambre de commerce s'élève ainsi sur trois niveaux surmontés d'un attique légèrement en retrait. Les façades sont entièrement parées de pierre de Caen. Le style caennais s'affirme également dans les détails comme la modénature des fenêtres. La façade principale, qui prend place dans un pan coupé s'ouvrant sur une place triangulaire dont elle ferme le côté oriental, s'affirme clairement par une certaine monumentalité ; on accède au grand porche qui couvre la façade sur deux niveaux en montant quelques marches qui constituent une transition entre l'espace urbain et le bâtiment de l'institution consulaire.
Le projet a été dirigé par les architectes Laloue et Guy Morizet. La façade principale est ornée de quatre bas-reliefs sculpté en creux par Francis Pellerin et Charles-Émile Pinson. Ces quatre allégories représentent le commerce, l'industrie, l'agriculture et la pêche. L'escalier monumental du hall est réalisé à partir d'une structure métallique avec limon en tôle de section carrée. La cage est éclairée par des dalles de verre et les parois revêtus de dalettes de marbre gris éclaté. L’escalier d’honneur, signé par Raymond Subes et malheureusement détruit en 2003, était un ouvrage d'art à lame d'acier, suspendu et en forme de point d'interrogation.